# IC 956/2
IC 956/2 је спирална галаксија у сазвијежђу Волар која се налази на листи објеката дубоког неба у Индекс каталогу.
Деклинација објекта је + 20° 42' 59" а ректасцензија 13h 54m 40,5s. Привидна величина (магнитуда) објекта IC 956 износи 14,9 а фотографска магнитуда 15,7. IC 9562 је још познат и под ознакама CGCG 132-42, PGC 49444.